# Ivry-le-Temple

Ivry-le-Temple este o comună în departamentul Oise, Franța. În 1 ianuarie 2022 avea o populație de 876 de locuitori.